# Зелёные зимородки
Зелёные зимородки (лат. Chloroceryle) — род птиц семейства зимородковых.
Распространены в Южной и Центральной Америке, ареал одного из видов доходит до Техаса.

## Виды
В состав рода включают четыре вида:
| Изображение | Научное название       | Русское название             | Распространение |
| ----------- | ---------------------- | ---------------------------- | --- |
|             | Chloroceryle aenea     | Карликовый зелёный зимородок | от юга Мексики через Центральную Америку до запада Эквадора и вокруг северных кордильер Анд на востоке до центра Боливии и центра Бразилии |
|             | Chloroceryle inda      | Двуцветный зелёный зимородок | от Никарагуа до севера Боливии, юго-восточной Бразилии, запада Колумбии и северо-запада Эквадора                                           |
|             | Chloroceryle americana | Зелёный зимородок            | от юга Техаса через Центральную и Южную Америку до центра Аргентины                                                                        |
|             | Chloroceryle amazona   | Амазонский зелёный зимородок | от юга Мексики через Центральную Америку до севера Аргентины                                                                               |